# 明神宗
明神宗朱翊钧（1563年9月4日—1620年8月18日），或稱萬曆帝，號禹齋，為明朝第14任皇帝，年号万历，明穆宗朱载坖三子，生母李貴妃。隆慶六年（1572年）穆宗駕崩，九岁的朱翊钧登基，是为明神宗。在位48年，是明代在位時間最長的皇帝，谥号為「範天合道哲肃敦简光文章武安仁止孝显皇帝」。 
明神宗在位前十五年，在首輔兼帝師张居正的領導下明朝一度呈現中興景象，史稱萬曆中興，而在位中期亦主持万历三大征，保護藩屬，巩固疆土。在張居正死後始親政，因國本之爭等問題而倦於朝政，自此不上朝，國家機器運轉近乎停滞，徵礦稅亦被評為一病。萬曆年間利瑪竇覲見明神宗，開始西學東漸，但同時朝廷內東林黨爭開始萌芽、塞外又有後金勢力虎視眈眈，在其晚年佔領了明朝東北大部分地區，使明朝逐步退守山海關。

## 人物生平

### 早年经历
明神宗是明穆宗三子。出生时，父亲尚为裕王，母親李氏为王府宮女出身。父亲裕王的第一任王妃李氏所生二子朱翊鉽、朱翊鈴均早夭，嫡母继妃陈氏无子。
作为实际上的长子，父亲明穆宗在登基后称他为“朕元子”。隆庆元年正月十八日（1567年），父亲正式起名为朱翊钧，意思是「夫钧者，言圣王制驭天下犹制器者之转钧也，其为义大矣。」隆慶二年（1568年）被立為皇太子。幼時朱翊钧就十分聰惠，明穆宗在宮中騎馬時，年幼的朱翊钧就大叫道：「父皇為天下之主，獨騎疾騁，萬一馬驚，卻如何是好？」穆宗聽後歡喜萬分，馬上下馬過來摟朱翊鈞在懷裡褒賞一番。其母李贵妃教子非常嚴格，每次經筵結束以後，便督促考問他今天所學的內容。朱翊鈞小時候稍有懈怠，李贵妃就將其召至面前長跪。
隆庆五年冬，父亲明穆宗为他举行了成人冠礼。他被引导至殿前特设的帷帐内，按照礼仪规定进行三次更衣，每次以不同的服饰在众人面前亮相。一旦离开帷帐，他手持玉圭，接受引导行礼，并使用专门设计的酒杯饮酒。整个过程都由礼官的导唱和音乐伴奏，耗时近半天。次日，他再次被引导至殿前，端坐接受百官的庆贺，姿态庄重。:003-004
隆慶六年，父親明穆宗駕崩，朱翊鈞即位，改元萬曆，堅持按照祖宗舊制，舉日講，御經筵，讀經傳、史書。而他每天读书亦十分用功，朝章典故都读很多遍，即使是隆冬盛暑亦从不间断，以後隨朱翊钧年渐长而学愈进，另外他的書法好，筆劃遒勁，經常親自賜墨寶給大臣，連張居正仔細端詳作品，也不得不承認皇帝的書法是「揮瀚灑墨，初若並不經意，而鋒穎所落卻是奇秀天成」，但張居正終究認為他應該成為一位聖君而非書法家，便劈頭蓋臉奏訓一頓，自此直到張居正死後朱翊鈞才重新接觸書法。

### 萬曆中興

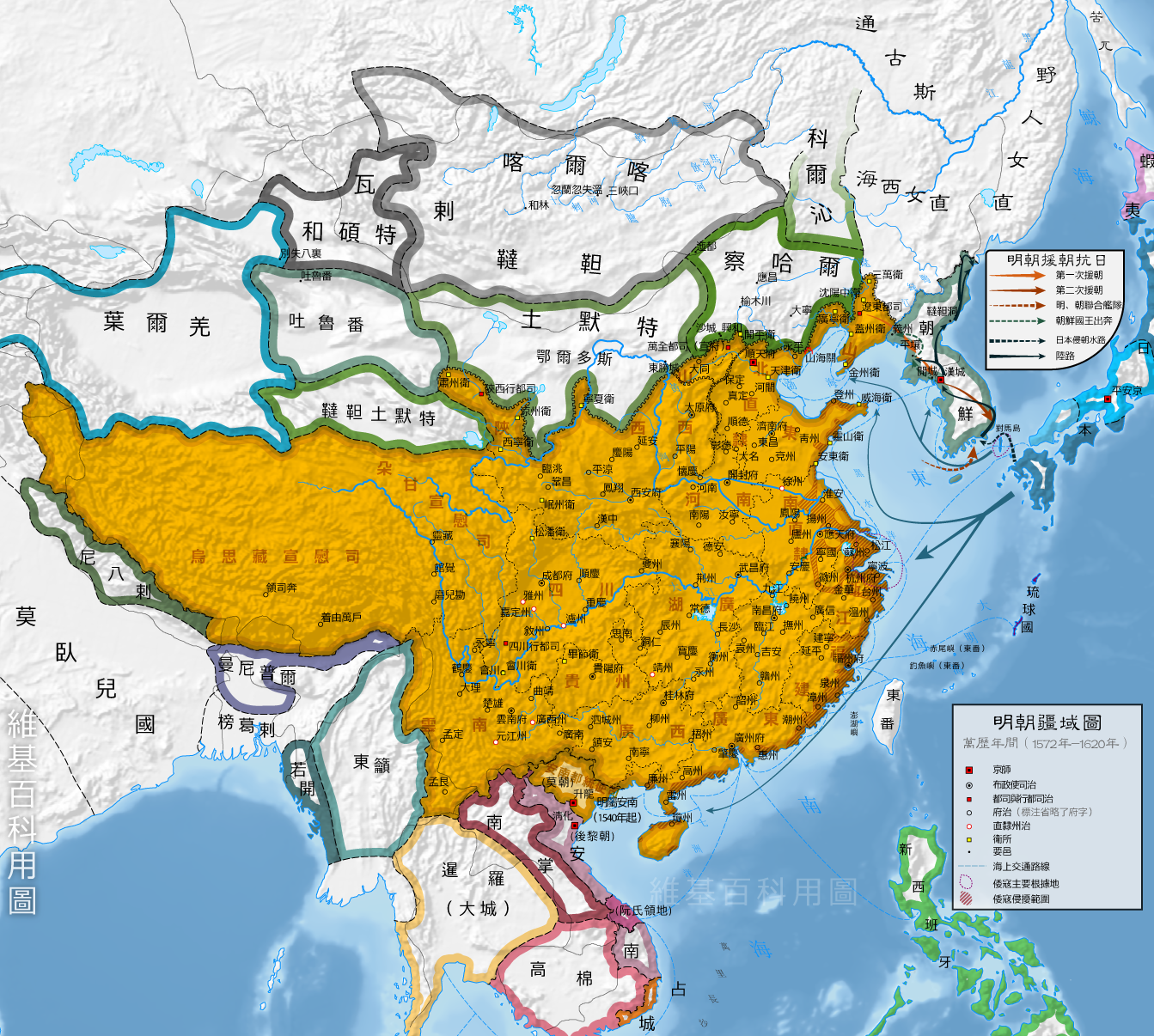
明朝万历年间两京十三省

神宗即位時只得九歲，故在位之初十年尚處年幼，由母親李太后代為聽政。即位之初內閣紛爭傾軋，閣臣之間關係惡劣，時高拱以主幼國危，痛哭時說了一句：「十歲太子如何治天下。」被馮保以訛傳訛成：“十歲孩子，如何作人主。”引起太后大驚，明神宗聽聞亦聞之色變。後太后將一切內務大事交由馮保，而大柄悉以委居正，軍政皆由張居正主持裁決，独握大权。
在小皇帝朱翊钧以及李太后全力的支持下，張居正大刀阔斧地實行了一条鞭法等改革措施，清丈田畝，改革赋税，整飭軍備，考察官吏，使社会经济有很大的发展，人民生活也有所提高，一改前弊。萬曆初年太倉的積粟達1300萬石，可支用十年，僅僅是太僕寺的銀兩儲蓄便多達四百餘萬，而太倉庫更是有超過千萬兩的積蓄，國家繁荣昌盛，扭轉明中葉以來的頹勢，是為「萬曆中興」。後人在論及此段發展情況時，多歸功於張居正的鞠躬盡瘁，而對朱翊鈞的傾心委任卻往往忽視，實際上，隨朱翊鈞年紀長大，他也不再是名義上的擺設，張居正可以勸導、利用他幹什麼，卻不能強迫他做出違心之事，因此張居正也有無可奈何之時。
神宗幼年，太后及張居正都希望其成為儒家所倡導的皇帝典範。萬曆八年，神宗因和太監孫海、容用出遊行為輕浮不檢，太監馮保告知李太后。太后大怒道「天下大器豈獨爾可承耶？」並拿出以霍光罷黜昌邑王之事威脅神宗，帝師張居正又乘機捉刀，寫下罪己詔，言詞犀利，以警惕皇帝。雖然保住皇位，但也因此使神宗認為顏面盡失。一次神宗在讀《論語》時，誤將「色勃如也」之「勃」字讀作「背」音，張居正厲聲糾正：「當作勃字！」聲音太大，嚇得神宗驚惶失措，在朝大臣無不大驚。沈德符在《萬曆野獲編》中說：「宮府一體，百辟從風，相權之重，本朝罕儷，部臣拱手受成，比於威君嚴父，又有加焉。」「江陵以天下為己任，客有諛其相業者，輒曰我非相，乃攝也。」晚年張居正的權勢之大，威權赫奕，連神宗都有所忌憚，曾經有丘岳由亞卿左遷藩參，曾以黃金製對聯饋張居正云：“日月並明，萬國仰大明天子；丘山為岳，四方頌太岳相公。”。張居正奉旨歸喪時，地方大員行長跪禮，撫按大吏越界迎送，空前絕後。而奪情以後，張居正也日益偏恣，好同惡異，左右用事之人多通賄賂，時人益惡之，神宗亦意識到張居正的權力過大，“幾乎震主”，為後期清算張居正埋下伏筆。張居正死後，二十歲的神宗始親政。
文獻記載，神宗親政後勵精圖治，虛心納諫，屢蠲賦稅，生活節儉，如僅在萬曆十一年間，蠲免並災傷織造議留就已達銀一百七十六萬一千兩。北京乾旱，神宗關心民瘓，親自以旱詔中外理冤抑，釋鳳陽輕犯及禁錮年久的犯人。另親自步行至天壇祈雨，皇上齋戒，親躬步行將近二十里的路程而不乘車輦出，且絲毫沒有因驕陽酷日而為難的樣子，其舉止從容不迫，表現的肅穆得體，百姓能一睹天顏，紛紛舉首加額高呼「聖德爾。」另外又敕六部都察院等曰：「天旱雖由朕不德，亦天下有司貪婪，剝害小民，以致上乾天和，今後宜慎選有司。」蠲天下被災田租一年。
朝鮮使者於《朝天記》、《朝天日記》中記載神宗年輕時儀容莊嚴穩重，額頭廣闊、下巴飽滿，步伐矯健、神采威嚴，目光炯炯有神、舉手投足之間使人敬畏，而帝王氣度更是深不可測，是中外一至認為都有道明君。他在位的前十五年被評價「勤於朝政，勵精圖治，大有作為，足以稱道，儼然如一代賢君」。

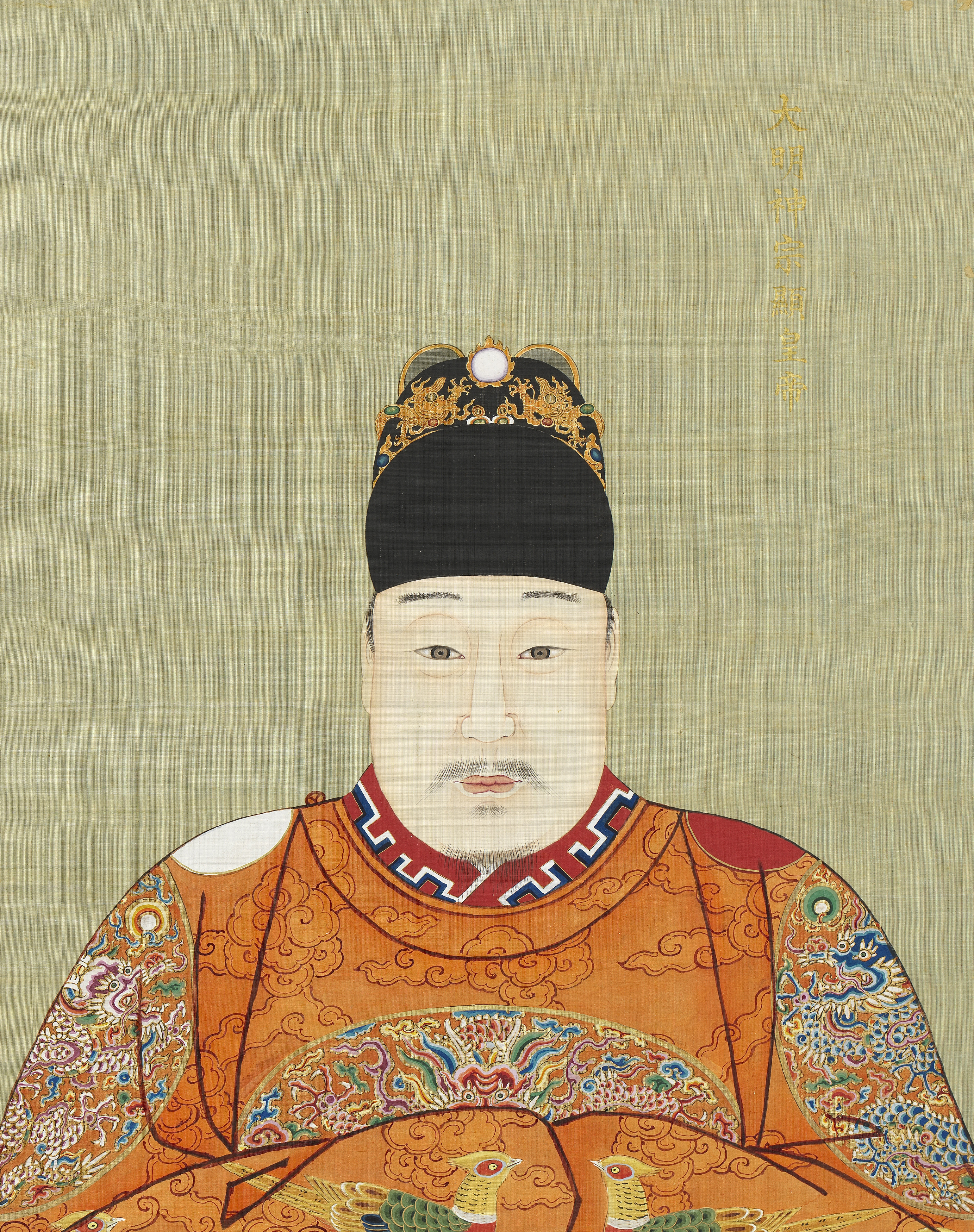
中年的神宗皇帝
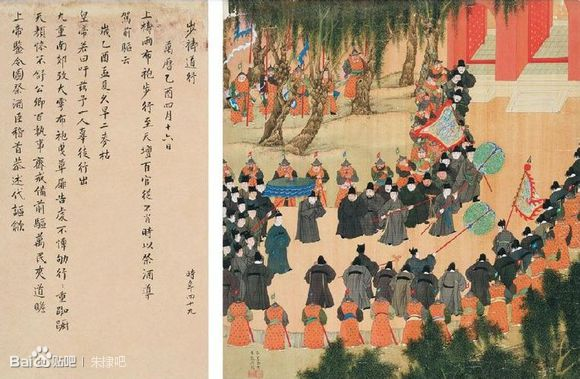
郊祀天壇中的神宗皇帝。
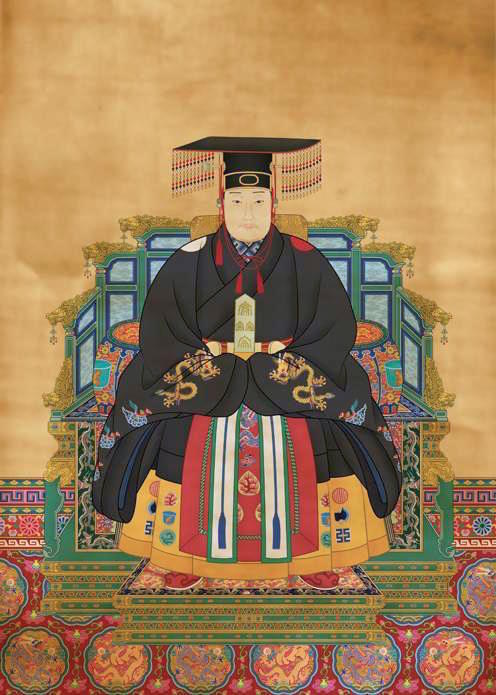
明神宗冕服像想像图

### 萬曆怠政
明神宗的老师、第一任首辅兼万历新政的策划与执行人张居正過世後第二年，明神宗斥逐馮保，下詔追奪張居正的封號和諡號，並查抄張家，平反劉臺冤案，起用因反對張居正而遭懲處的官員。万历十七年起（1588年），明神宗開始怠慢朝政（一說沉湎於酒色之中，一說是染上鴉片煙癮），万历十七年十二月大理寺左评事雒于仁写《酒色财气四箴疏》：“皇上之恙，病在酒色财气也。夫纵酒则溃胃，好色则耗精，贪财则乱神，尚气则损肝”。邹漪《启祯野乘》卷一《冯恭定传》中也说到明神宗荒于酒色：“因曲蘖而驩饮长夜，娱窈窕而晏眠终日。”《明史鈔略》記載萬曆二十一年皇太后萬壽時，神宗在暖閣召見王錫爵：……上曰：“朕知道了。”錫爵又奏：“今日見了皇上，不知再見何時？”上曰：“朕也要先生每常相見，不料朕體不時動火。”爵對：“動火原是小疾，望皇上清心寡欲，保養聖躬，以遂群臣願見之望。”而明神宗也開始奢侈靡费，斂財揮霍，又屢屢從國庫提銀，史稱「傳索帑金」，并任用張鯨等奸倖。後因立太子的國本之爭与内阁爭執長達十餘年，最後索性三十年不出宫门、不郊、不廟、不朝。1589年，神宗不再接見朝臣，內閣出现了“人滞于官”和“曹署多空”的现象。
万历二十五年，右副都御史謝杰批评神宗荒于政事，亲政后政不如初：「陛下孝亲、尊祖、好学、勤政、敬天、爱民、节用、听言、亲亲、贤贤，皆不克如初矣。」萬曆三十四年，禮科左給事中孫善繼也極陳時弊說：「惟願皇上修萬曆十五年以前之勵精，復萬曆十五年以前之政體，收萬曆十五年之人心，庶平明之治成，垂拱之理得。」以至於朱翊鈞在位中期以後，方入內閣的廷臣不知皇帝长相如何，慎行、赵志皋、张位和沈一貫等四位国家重臣虽对政事忧心如焚，卻無計可施，僅能以数太阳影子长短来打发值班的时间。
萬曆四十年（1612年）南京各道御史上疏：「臺省空虛，諸務廢墮，上深居二十餘年，未嘗一接見大臣，天下將有陸沉之憂。」首輔葉向高卻說皇帝一日可接見福王兩次，但明神宗不承認，并表示他已經沒有傳召福王很久了，若真的每日接見，福王出入禁門，隨從這麼多，人所共見，必然耳目難掩。万历四十五年（1617年）十一月，「部、寺大僚十缺六、七，风宪重地空署数年，六科止存四人，十三道（110人）止存五人。」而明緬戰爭也因為明朝方面忽視而先勝後敗，被緬甸東吁王朝蠶食孟養在內國土。
囚犯們關在監獄裡，有長達二十年之久還沒有審問過一句話的，他們在獄中用磚頭砸自己，輾轉在血泊中呼冤。臨江府知府錢若賡因勸諫神宗選民女為妃事得罪神宗，被神宗投入詔獄達三十七年之久，直至其子錢敬忠上疏：「臣父三十七年之中……氣血盡衰……膿血淋漓，四肢臃腫，瘡毒滿身，更患腳瘤，步立俱廢。耳既無聞，目既無見，手不能運，足不能行，喉中尚稍有氣，謂之未死，實與死一間耳。」萬曆帝才以「汝不負父，將來必不負朕。」將其釋放。首輔李廷機有病，連續上了一百二十次辭呈都得不到消息，最後不辭而去。萬曆四十年（1612年）吏部尚書孫丕揚上二十餘疏請辭不得，最後也拜疏自去。四十一年（1613年），吏部尚書趙煥也因數請去職還鄉不得，於是稱疾不出，逾月才終於請辭成功。吴亮嗣于万历末年的奏疏中说：「皇上每晚必饮，每饮必醉，每醉必怒。酒醉之后，左右近侍一言稍违，即毙杖下。」
樊樹志的《萬曆傳》考究裡，中允地解釋了明神宗怠政原因，源於健康狀況惡化非子虛烏有，追溯萬曆十四年九月十八日以後，皇帝因病免朝，言「頭昏眼黑，力乏不興」。學者曹國慶认为萬曆帝患有齲齒、牙周病和氟牙症等多種牙科疾病，頜骨發育不良，面部凹陷而左右兩側不對稱。對祭享太廟活動也只能權讓勛貴代理，并無奈地說道「非朕敢偷逸，恐弗成禮」，後來又遣內使對內閣傳諭「聖體連日動火，時作眩暈」，「聖體偶因動火，服涼藥過多，下注於足，搔破貼藥，朝講暫免。」與定陵发掘後查證神宗左足有疾互相引證。且當萬曆十五年三月初六，聖體初安以後，神宗旋即上朝聽政，隨后又與三輔臣見面，并打招呼說「朕偶有微疾，不得出朝，先生每憂心。」十六年二月初一又如常參與文華殿經筵，并興致勃勃地與閣臣討論《貞觀政要》，唐太宗與魏徵。萬曆十八年正月初一時，收到雒于仁奏疏的神宗召見首輔申時行入見，當申時行向他提出皇上有病需要静攝，也當一月之間至少數次視朝，神宗并沒有惱怒，只是解釋道「朕病愈，豈不欲出！即如祖宗廟祀大典，也要親行，聖母生身大恩，也要時常定省。只是腰痛腳軟，行立不便。」次年病情稍好後神宗與閣臣談起病情，也是真情流露地說起自己久病的心情「朕近年以來，因痰火之疾，不時舉發，朝政久缺，心神煩亂」。乃至神宗在位中期王家屏，王鍚爵輔政期間仍是「面目發腫，行步艱難」，以致連嫡母仁聖皇太后陳氏病逝，一向孝順聞名的神宗也因病動彈不得，只能遣人代理，而遭受到朝臣猛烈的評擊責難，有苦難言，此後神宗病情反復，在萬曆三十年病情之差甚至要一度立下遺旨，向沈一貫託孤。可見神宗在位期間的「動履不便」「身體虛弱」以致在位期間怠政，實不是推諉託辭。
萬曆中期後雖然不上朝，但是並沒有出現英宗以來的宦官之亂，也沒有外戚干政，也沒有嚴嵩這樣的奸臣，朝內黨爭也有所控制，萬曆對於日軍攻打朝鮮、女真入侵和梃擊案都有迅速的反應，如萬曆二十四年，乾清坤寧兩宮大火，神宗下罪己詔書，表示雖然忽略一般朝政庶務，但還是關心國家大事，而處理政事的主要方法多是在九重宫阙下通過諭旨的形式向下面傳遞，並透過一定的方式控制朝局。
此外礦稅之弊，即神宗在位期間的賦稅措施，一般被是認為萬曆中年後弊政的一部分，萬曆擺脫張居正的束縛之後，開始通過向各地徵收礦稅銀的方式，增加內庫的內帑，大多數學者認為這是一項弊政，也有許多的反對意見，認為礦稅也有相當的好處，如礦稅入內帑後大多用于国家救灾，餉軍救急等。

### 萬曆三大征
神宗在軍事上任用幹練將校，先後主持發兵平定了播州（遵义）杨应龙之亂的播州之役、平宁夏哱拜之乱的寧夏之役、抵抗日本丰臣秀吉發兵侵略朝鮮以及奴兒干都司的朝鮮之役，维护了明朝的內部统一及宗主國的權威。此三場戰爭合稱萬曆三大征。后世有说明軍雖均獲勝，但軍費消耗甚鉅，如僅朝鮮一役消耗國庫便高達银八百八十三万五千两，米数十万斛，對晚明的財政造成重大負擔。但实际上明代晚期仅对后金的战事，耗费就高达六千万两之巨，远超三大征，且三大征都是不得不打之戰，如朝鮮一國勢拱神京，地牽關海，薊、遼之外藩，東江之咽噎，一或失守，重險撤焉，如若不打甚至打败了，明朝都有亡国之危。而三大征实际军费则由内帑和太仓库银足额拨发，三大征结束后，内帑和太仓库仍有存银，而面對萨尔浒之战的大败，朱翊钧用熊廷弼守辽东，屯兵筑城，才稍稍将东北局势扭转。
萬曆皇帝指揮的萬曆朝鮮之役使朝鮮保全了國家，避免了亡國的巨大危險，儘管朝鮮人對萬曆皇帝有著深厚的感情，但是在朝鮮使臣的記錄中，更多的還是對萬曆帝消極怠政、貪婪奢侈等惡劣行徑的批評。而朝鮮使臣塑造的萬曆皇帝形象，也反映出明中葉之後朝鮮對中國社會集體想像的轉變，大明國的形象已經由朝鮮前期塑造的天朝上國，逐步褪去了耀目的光環，而走向了沒落。但在明清鼎革後，朝鮮對明朝的推崇思念又走向一個新的巔峰，朝鮮君王設大報壇，萬東廟祭祀明太祖，明神宗和崇祯帝。朝鮮孝宗甚至一度打算北伐清廷，朝鮮士子儒生暗中使用崇禎年號幾近三百年，鄙視清朝，并以宋時烈等為首推崇「尊周思明」「春秋大義」，稱自己是「皇明遺民」，那怕隱居山中，一生不出仕為大明守節者也大有人在，甚至到近代朝鮮高宗稱帝時，大明滅亡已超過二百餘年，其即位時諸臣勸進仍是「神宗皇帝再造土宇，則義雖君臣，恩實父子……嗚乎！天命靡常，皇社旣屋，帝統墜地，獨大報一壇，乃皇春一胍之所寄……陛下聖德大業，宜承大明之統緒。」一切礼节皆取自《大明会典》。

### 西学东渐
神宗在位期间，西方传教士纷纷来华，其中以利玛窦为代表。利玛窦还在万历二十八年（1601年）觐见了神宗，向神宗进呈《万国图志》、自鸣钟、大西洋琴等西方方物，获得了神宗的信任。
利玛窦还与进士出身的翰林徐光启交情最好。除利玛窦来华外，来中国的传教士还有意大利的熊三拔、艾儒略，日耳曼人汤若望等人。
西方传教士来到中国，把西方数学、天文、地理等科学技术知识还有西方文化传到中国，在一定程度上促进了当时中国社会经济文化的发展，而中国士大夫阶层中的少数先进分子，同时起了一种唤醒的作用。

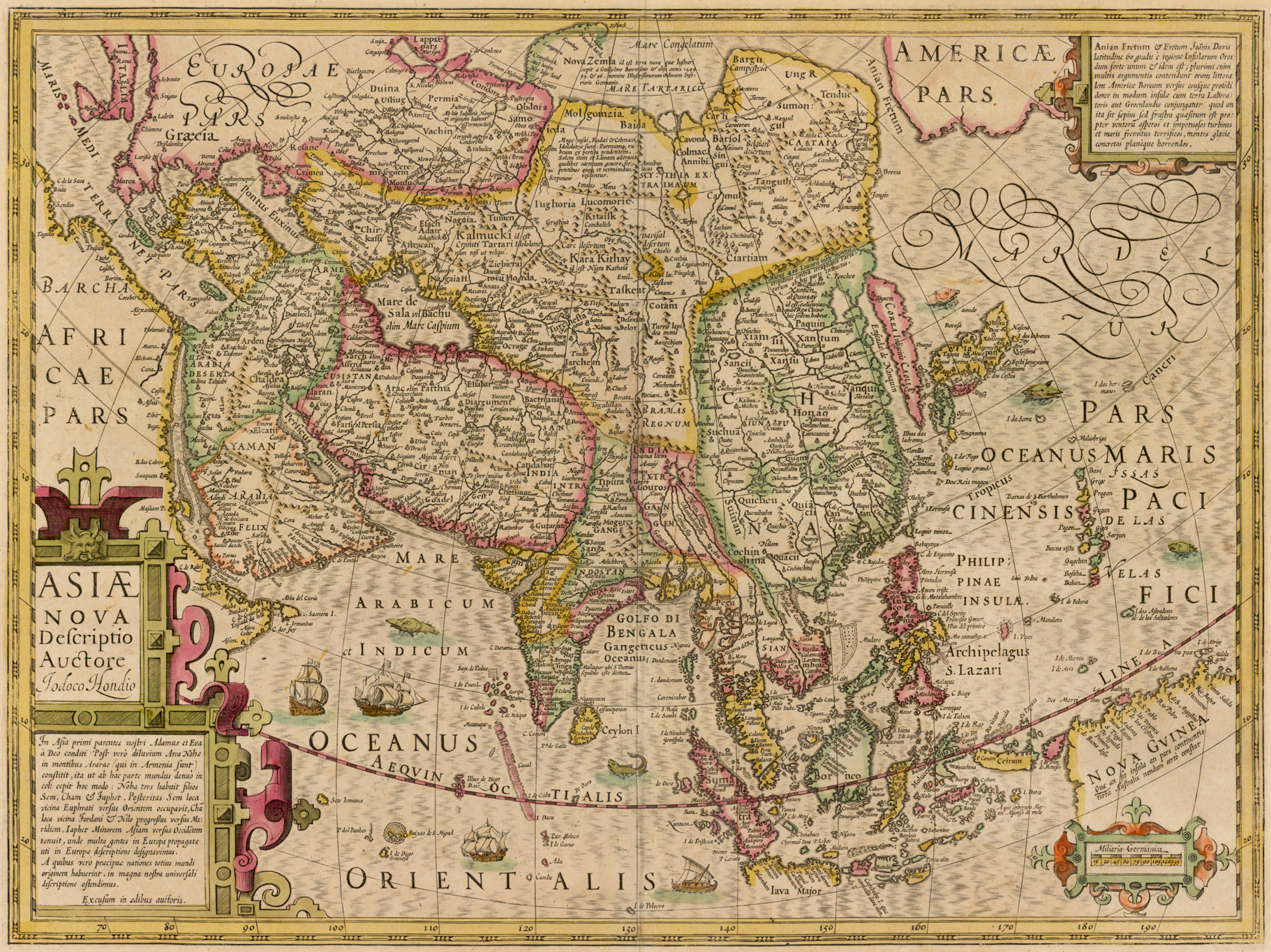
荷兰地理学家约道库斯·洪第乌斯编制的万历三十八年（1610年）明朝版图。
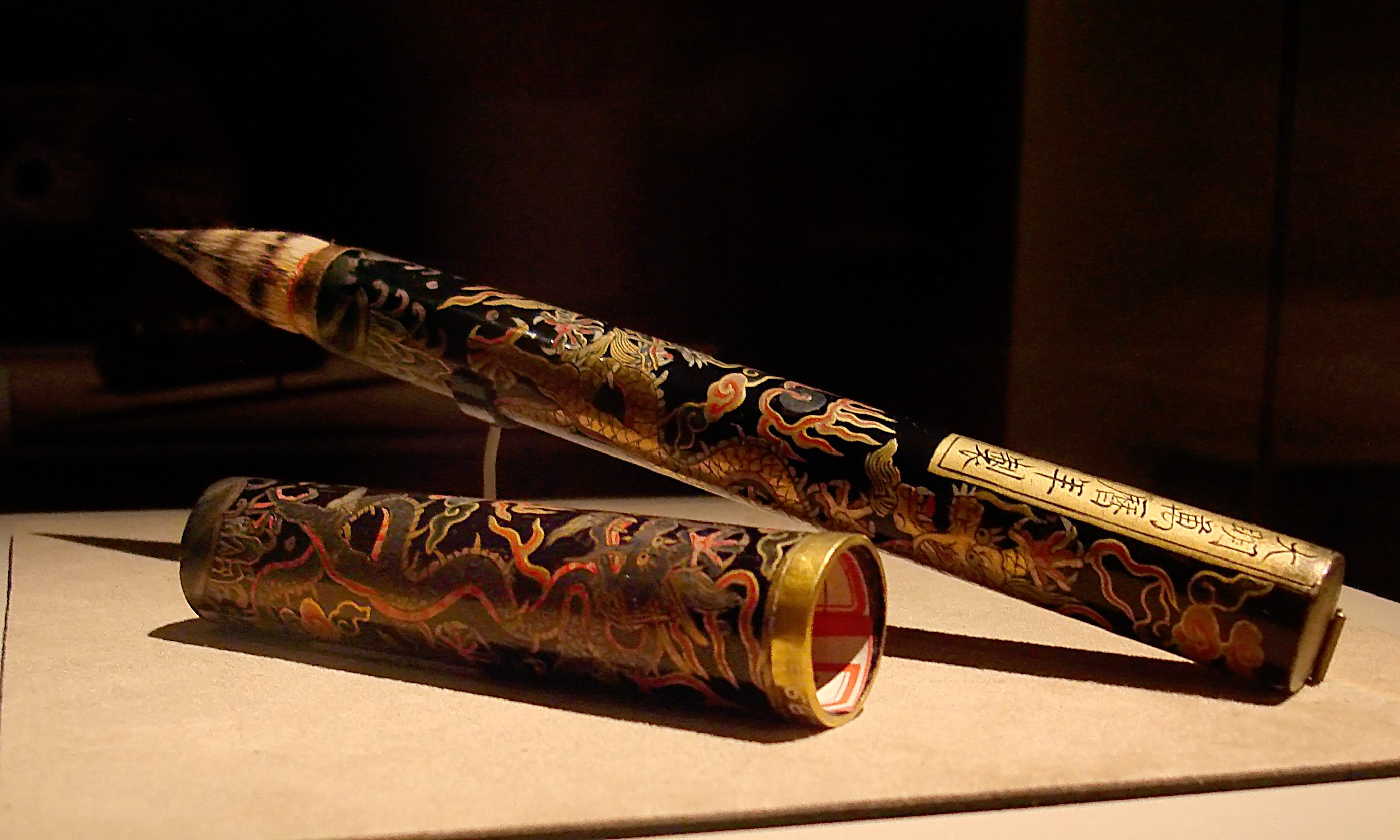
上刻「大明萬曆年製」的御用毛筆

### 國本之爭
萬曆九年，神宗在向太后請安時，一時衝動，與一名宮女性交，生下了長子朱常洛。因為朱常洛是宮女所生，神宗不喜歡他，且有意立愛妃鄭氏所生的朱常洵為太子。萬曆十四年群臣上奏請神宗即立常洛為太子，萬曆以常洛尚年幼體虛未定，拖延不決。
萬曆二十一年，明神宗變本加厲，下手詔要將皇長子朱常洛、三子朱常洵和皇五子朱常浩一同封為藩王。朝臣聽聞一片譁然，紛紛上奏神宗。如雪片般飛來的痛批奏摺，使神宗倍感壓力，迫於眾議只好不得已收回前命。直到萬曆二十九年，神宗才立其為皇太子。
而長久以來的國本之爭引發出了兩次妖書案，這些案件即是朝廷大臣內鬨的縮影，可說是東林黨爭。

### 女真崛起
此时东北女真族興起，成为日後明朝的隐患。万历四十六年（1618年）四月十三日，女真酋長努爾哈赤自稱“覆育列國英明汗”，凑“七大恨”，以掀起叛乱，并僭称国号为後金。四十六年四月，女真兵克抚顺，殺死遼東總兵官張承胤，朝野震惊。為了應付女真，把努爾哈赤「务期歼灭，以奠封疆」，自萬曆四十六年九月起，朝廷先後三次下令除了畿內八府及貴州以外，加派全國田賦九厘，合共增賦五百二十萬，時稱遼餉，明末三饷之始，而神宗有鑑於地方官員在遼餉外可能會額外徵收火耗剝削百姓，特別下旨嚴禁。万历四十七年（1619年），遼東經略楊鎬領尚方劍，調兵遣將，并以李如柏、杜松、劉綎、馬林四將分兵進攻後金，結果在薩爾滸之戰大敗，死四萬餘人，開原和鐵嶺淪陷，首都燕京震動。
戰爭中，明神宗多有佈置方略，但一直吝惜內庫帑銀，不願撥內帑充餉，直至朝臣再三請求而後才勉強發了帑銀十萬，但其中多黑如漆或脆如土，致使師老餉匱。待四路殞將覆師後，神宗才又警愦振聋，發了近四十萬兩內帑銀解赴辽東，并任用熊廷弼守辽东，並給予其大力支持，屯兵筑城，振飭軍備，才稍稍将東北局勢扭轉。虽然明神宗多年未正式上朝，但大到朝鲜之役，小到顺天府祈雨，均由皇帝在内宫作出，并发各部门直接执行。

## 死亡
薩爾滸之戰後，遼東失陷，神宗鬱鬱寡歡，焦勞國事。萬曆四十八年（1620年）四月，皇后王喜姐病逝，明神宗在众大臣的催促下，传召礼部葬礼查优厚先例办理。
萬曆四十八年七月二十一日（1620年8月18日），神宗皇帝崩於紫禁城弘德殿內，享年五十八歲。臨終前遺詔指出大臣應勉以用心辦事，以及廢礦稅，起用建言而得罪的官員等。
朝鮮一國為此舉哀。皇太子朱常洛立即发内帑百万犒赏边关将士。停止所有矿税，召回以言得罪的诸臣。不久，再发内帑百万犒边。八月即位，改元泰昌，是为明光宗，光宗即位後，內閣先是為神宗擬上廟號顯宗、諡號恭皇帝，後來，朝臣認為諡號的「恭」是晉恭帝，隋恭帝兩位末代皇帝的諡號，先帝聖謨不可殫述，而帝堯運乃神之德，於是後改成為其上廟號神宗，諡號顯皇帝。九月，在位不足三十天的明光宗便在红丸案之中暴毙。因光宗即位不到一個月即告駕崩，孫子熹宗朱由校即位後，於十月丙午（10月27日）葬神宗於定陵。
彌留之際：
|  | 二十一日，放御醫，皇帝御弘德殿，引接閣老方從哲、英國公張惟賢、兵部尚書黃嘉善、吏部尚書周嘉謨等八人，將手指面，教各臣看一看病至如此，又慮憂東事。方從哲等奏用人發帑等事。皇上將手連握數次，不久斷氣，是日酉時崩逝。 |

臨終遺言：
|  | 朕嗣祖宗大統，歷今四十八年久，因國事焦勞，以致脾疾，遽不能起，有負先皇付託。惟皇太子青宮有年，實賴卿與司禮監協心輔佐，遵守祖制，保固皇圖，卿功在社稷，萬世不泯。 |

### 遺詔
|  | 朕以沖齡纘承大統，君臨海內四十八載，于茲享國最長，夫復何憾？念朕嗣服之初，兢兢化理，期無負先帝付託。比緣多病，靜挕有年，郊廟弗躬，朝講希御，封章多滯，寮采半空，加以礦稅煩興，徵調四出，民生日蹙，邊釁漸開，夙夜思維，不勝追悔，方圖改轍嘉與，天下維新。而遘疾彌留，殆不可起，蓋愆補過，允賴後人。皇太子聰明仁孝。睿德夙成，宜嗣皇帝位。尚其修身勤政。親賢納諫。以永洪圖。皇長孫宜及時冊立進學。瑞王、惠王、桂王。各擇善地。令早就藩封。大小臣工務協恭和衷，輔理嗣君，保乂王室。是皆朕惓惓之至意也。內閣輔臣亟爲簡任，卿貳大僚盡行推補。兩次考選幷散館，科道官俱令授職。建言廢棄及礦稅詿誤諸臣，酌量起用。一切榷稅併新增織造、燒造等項，悉皆停止。各衙門見監人犯，俱送法司査審，可釋放者釋放。東師缺餉，宜多發內帑以助急需。陣亡將士，速加恤錄。喪禮遵舊制，以日易月，二十七日釋服。毋禁民間音樂、嫁娶。宗室親王，藩屛爲重，勿得輒離本國。各處總督、鎮邊、三司官地方攸緊，不許㹡去職守，聞喪之日，止於本處哭臨三日，進香差官代行，衛所、府、州、縣幷土官，幷免進香。詔告天下，咸使聞知。 |

## 陵寝墓地

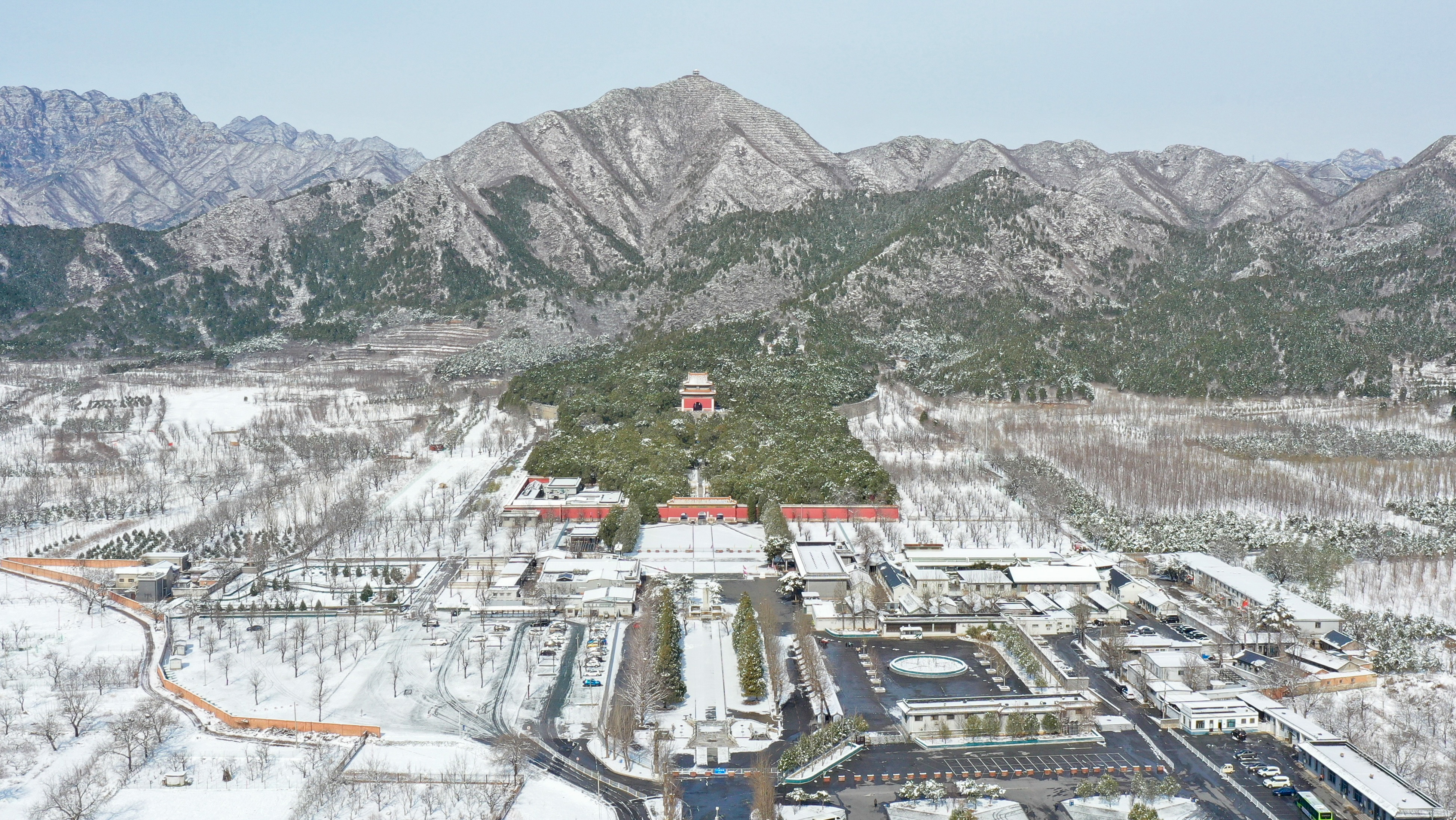
明定陵，2020年1月，定陵座西朝东，明十三陵中规制较大的一座，目前对公众开放，建有定陵博物馆。

万历帝的定陵1958年被发掘，万历帝尸骨復原，“生前体形上部为驼背”、左腳略右腳短。文革時期的1966年8月24日，遗骨被紅衛兵付之一炬。因此，萬曆皇帝之所以三十年不上朝的原因，有一說是認為自己身形不正，感到自卑，所以不敢見人。

### 陵寢的考古發掘
1955年10月4日，郭沫若、沈雁冰、吴晗、邓拓、范文澜、张苏等人联名提交《关于发掘明长陵的请示报告》给国务院秘书长习仲勋。报告转给主管文化工作的国务院副总理陈毅，并呈报国务院总理周恩来。文化部文物局局长郑振铎、中国科学院考古研究所副所长夏鼐得知后认为条件不成熟，强烈反对贸然发掘，高层形成一场争论。周恩来向毛泽东作了汇报，毛泽东点头后，周恩来批下“原则同意”四字。长陵发掘委员会委员夏鼐负责发掘的技术指导，便让其学生赵其昌（后任首都博物馆馆长）做前期调研。赵其昌带探工在长陵未找到发掘线索。在向夏鼐、吴晗等人汇报后，经商讨决定先试掘献陵，积累经验再发掘长陵。后来吴晗和夏鼐认为试掘献陵对长陵的发掘参考价值不大，吴晗提议试掘永陵，遭夏鼐强烈反对，认为这与发掘长陵无异；试掘思陵，吴晗认为太小，是妃子墓改建。此后吴晗和夏鼐才想到定陵。杨仕、岳南合著的《定陵地下玄宫洞开记》认为，吴晗和夏鼐想到定陵的原因有二，“第一，定陵是十三陵中营建年代较晚的一个，地面建筑保存得比较完整，将来修复起来也容易些。第二，万历是明朝统治时间最长的一个，做了48年皇帝，可能史料会多一些。” 定陵的開挖始末，《風雪定陵》一書有詳細的介紹。
1956年5月开始试掘，历时一年试掘成功，1957年打开玄宫。其玄宫由前室、中室、后室、左配室、右配室组成，石条起券，前室前面有隧道券，总面积1195平方米，出土文物3000多件。1959年9月30日，就定陵原址建为“定陵博物馆”，郭沫若题写馆名。1959年10月1日正式对外开放。由于技术水平落后，出土的大批文物无法保存，发掘出土的丝织品变硬腐化。郑振铎、夏鼐为此上书国务院，请求立即停止再批准发掘帝王陵墓的申请，国务院总理周恩来同意了他们的意见。不主动发掘帝王陵墓自此成为中国考古界的定规。
1966年文化大革命爆发后，定陵遭到嚴重破壞，保存在定陵文物仓库中的萬曆帝、后的屍骨被紅衛兵以「打倒地主階級的頭子萬曆」的口號被揪出。1966年8月24日下午2時15分，萬曆帝、后的三具尸骨以及一箱帝、后画像、资料照片等被抬到定陵博物馆重门前的广场上接受人民群眾批斗，之後主持的20岁的女讲解员吩咐身边的人员：“点火烧了他们！”與净乐堂焚化的宮人一樣屍骨焚毁。

## 任用官吏

### 內閣首輔
| - 張居正 - 呂調陽 - 張四維 - 馬自強 - 申時行 - 潘晟 | - 余有丁 - 許國 - 王錫爵 - 王家屏 - 趙志皋 | - 張位 - 陳陛 - 沈一贯 - 沈鯉 - 朱赓 | - 慎行 - 李廷机 - 葉向高 - 方从哲 - 吳道南 |

### 名將
- 戚繼光
- 李成梁
- 李如松
- 達云
- 麻貴
- 熊廷弼
- 王崇古
- 譚綸
- 李化龍
- 沈有容
- 杜松
- 劉綎
- 陳璘
- 鄧子龍
- 骆尚志
- 官秉忠
- 董一元
- 柴國柱
- 張臣
- 萧如薰

### 太監
- 馮保：萬曆初年司禮監掌印兼秉筆太監，與張居正合作剷除高拱，助其成為首輔，其人善琴能書，但個性貪婪，后被抄家貶除。
- 張鯨：掌東廠。助萬曆罷除馮保後任秉筆太監。性剛果，萬曆帝倚任非常，但後漸招權受賕，最終得罪寵衰，減死充軍。
- 張誠：司禮監掌印太監，以能幹有勞績，調度有方而著稱。
- 陳矩：司禮監秉筆太監。提督東廠，為人平恕識大體，清廉正直，體恤官民。
- 陳增：礦稅太監。增肆惡山東者十年。
- 陈奉：御馬監奉御。每托巡歷，鞭笞官吏，剽劫行旅。
- 高淮：尚膳監監丞。掠奪民財甚劇。辽东矿监，其党横行，激起民变。
- 梁永：御馬監監丞。掠奪民財甚劇。
- 田義：司禮監太監，周慎簡重，練達老成，性儉樸寡言，休休有量，有大臣度。
- 崔文升：鄭貴妃宮中內侍。

## 人物評價

### 官方評價
- 明朝官修的編年體史書《明神宗顯皇帝實錄》總評萬曆皇帝一生說：“蓋上仁孝聖神，逈絕千古，享國愈久，聖德彌隆，無挽近綜核之煩，而自臻治古幾康之理。海內沐浴玄化幾五十年，國祚靈長，永永無極，所培毓遠矣。先是因秉軸者懲操切之過，不無稍劑以寬大，而上明習政事，乾綱獨攬，予奪進退，莫可測識。晚頗厭言官章奏，概置不報，然每遇大事，未嘗不折衷群議，歸之聖裁。中外振聳，四封宴如，雖以憂勤之主極意治平而不得者，上獨以深居靜攝得之，周之成康，漢之文景，未足況也。至慈護先考，終始無間，尤非草野所得窺，而為堯為舜之旨，更諄諄以期。 ……廟號曰神，殆真如神雲。”

### 正面
- 黃汝良：“仓箱红朽无忧岁，南北敉宁不用兵。北塞称臣四十年，封疆无数获生全。”
- 姚希孟：“缅怀祖德岂难跻，八柄河魁手自持。凤诏未闻传墨敕，貂珰只许贡朱提。兵符细柳将军令，国计元和宰相稽。蝉鬓秀才垂紫袖，批红不改旧标题。”
- 丁耀亢：“憶昔村民千百家，門前榆柳蔭桑麻。鳴雞犬吠滿深巷，男舂婦汲聲歡嘩。神宗在位多豐歲，鬥粟文錢物不貴。門少催科人晝眠，四十八載人如醉。”[74]
- 钱谦益：“国家修明昌大之运，自世庙以迄神庙，比及百年，可谓极盛矣。”“万历中，正国家日中豫泰之候。”“当盛明日中，君臣大有为之日。”“呜呼，我神宗显皇帝，丕承谟烈，久道化成，制科取士，人物滋茂。”
- 王时敏：“神宗之世，海内乂安，生民不见兵火。”
- 谈迁：“今吏民嗷嗷，追念宽政，讴吟思慕，虽改代讵一日忘之哉？”
- 夏允彝：“神庙冲龄践祚，睿质夙成……士大夫以气节相矜，虽无姚、宋之辅，亦无愧开元之盛时也。”“神庙睿圣非常，虽御朝日希，而柄不旁落，止以鄙夷群臣之故，置庶务于不理。士大夫益纵横于下，而国事大坏。”
- 陈洪绶：“枫溪梅雨山楼醉，竹坞香茶佛屋眠。得福不知今日想，神宗皇帝太平年。”
- 吴伟业：“余尝惟国家当神宗皇帝时，天下平治。”“以余所闻，神宗皇帝时，士大夫以读书讲学相高。”“余生也晚，犹见神宗皇帝之世，江南土安俗阜，风习最为近古。”
- 顾炎武：“昔在神宗之世，一人无为，四海少事。”“老人尚記為兒時，煙火萬里連江畿。斗米三十穀如土，春花秋月同遊嬉。定陵龍馭歸蒼昊，國事人情亦草草事。”
- 彭孙贻：“眼见万历年，朝野穆清昊。”“风光漫思江南乐，父老还思万历年。”
- 方孝标：“此时神庙正垂衣，四海烽清禾黍肥。”
- 吴嘉纪：“酒人一见皆垂泪，乃是先朝万历钱。”
- 林古度：“陸離彷彿五銖光，筆畫分明萬曆字。座客傳看盡黯然，還將一縷為君穿。且共開顏傾濁釀，不須滴淚憶當年。”
- 徐枋：“神宗朝正当国家全盛。”
- 杜濬：“萬曆年間，……九州富庶無旌麾，揚州之域尤稀奇。。”
- 李邺嗣：“神宗全盛日，海内一愁无。尚及闻遗老，今犹哭鼎湖。”
- 汪琬：“琬尝追溯神宗之世，国家方承平无事。”“神宗德泽犹在人心。”
- 曾灿：“神宗乙巳年，中原边辅无烽烟。圣人御极贤者出，粟米流脂贯朽钱。”
- 陈维嵩：“先朝神宗御宇五十余载，六服休畅，被润泽而大丰美。”
- 吕留良：「生逢神廟間，貌古性亦淳。海宇忘兵革，冠佩何彬彬。當時不知好，今憶真天神。三十後少年，語之笑且嗔。」[75]
- 魏世效：“万历之四十六年，天下熙暤。当斯时也，物安其性，民安其业，濡染涵育，莫不知立身爱君之道。而敦庞之风，谦下之节，亦惟此时人能有之。”
- 朝鮮貢使李睟光：“巍功赫業五帝六，冠帶車書四海一。商周禮樂漢文物，鼓舞堯天歌舜日。”“聖主天地千年德，嗚呼!聖主天地千年德。”
- 朝鮮大臣朴淳：“皇上年方十岁，圣资英睿，自四岁已能读书，以方在谅阴，未安于逐日视事，故礼部奏，惟每旬内三六九日视朝。仍诣文华馆，御经筵，四书及《近思录》、《性理大全》，皆毕读。自近日，始讲《左传》，百司奏帖，亲自历览，取笔批之，大小臣工，莫不称庆。”
- 朝鮮使臣對萬曆皇帝執政前期的勤政是極為稱道的：“因聞皇上講學之勤，三六九日，則無不視朝，其餘日則雖寒暑之極，不輟經筵。四書則方講孟子，綱目至於唐紀，日出坐殿，則講官立講。講迄，各陳時務。又書額字，書敬畏二字以賜閣老，又以責難陳善四字，賜經筵官，以正己率屬四字，賜六部尚書，虛心好問，而 聖學日進於高明。下懷盡達，而庶政無不修，至午乃罷，仍賜宴於講臣，寵禮優渥雲。嗚呼！聖年才至十二，而君德已著如此。若於後日長進不已，則四海萬姓之得受其福者。”
- 《宣祖實錄》：“今皇帝沖年卽位，資質英明，時無過誤，朝野無事，人情似有喜悅之意。”
- 成书于清初的小说《樵史通俗演义》开篇说：“传至万历，不要说别的好处，只说柴米油盐鸡鹅鱼肉诸般食用之类，哪一件不贱？假如数口之家，每日大鱼大肉，所费不过二三钱，这是极算丰富的了。还有那小户人家，肩挑步担的，每日赚得二三十文，就可过得一日了。到晚还要吃些酒，醉醺醺说笑话，唱吴歌，听说书，冬天烘火夏乘凉，百般玩耍。那时节大家小户好不快活，南北两京十三省皆然。皇帝不常常坐朝，大小官员都上本激聒，也不震怒。人都说神宗皇帝，真是个尧舜了。一时贤想如张居正，去位后有申时行、王锡爵，一班儿肯做事又不生事，有权柄又不弄权柄的，坐镇太平。至今父老说到那时节，好不感叹思慕。”
- 《乱离见闻录》作者陈舜回憶说：“予生萬曆四十六年戊午八月廿六日卯時，父母俱廿三歲，時丁昇平，四方樂利，又家海角，魚米之鄉。斗米錢未二十，斤魚錢一二，檳榔十顆錢二文，著十束錢一文，斤肉，只鴨錢六七文，斗鹽錢三文，百般平易。窮者幸托安生，差徭省，賦役輕，石米歲輸千錢。每年兩熟，耕者鼓腹，士好詞章，工賈九流熙熙自適，何樂如之。”
- 成书于天启四年的小说《警世通言》，第三十二章說：“自永樂爺九傳至於萬曆爺，此乃我朝第十一代的天子了。這位天子，聰明神武，德福兼全，十歲登基，在位四十八年，削平了三處寇亂。那三處？日本關白平秀吉，西夏承恩，播州楊應龍。平秀吉侵犯朝鮮，承恩、楊應龍是土官謀叛，先後削平。遠夷莫不畏服，爭來朝貢。真個是：一人有慶民安樂，四海無虞國太平。”
- 成书于萬曆四十七年的《萬曆野獲編》，編輯小引說：“今上御極已垂五十年。德符幸生堯舜之世，雖果處菰蘆，然詠歌太平，無非聖朝佳話。間有稍關時事者，其涇渭自明，藿食者但能粗憶梗概而已。”
- 清世祖：“當明之初，取民有制，休養生息。萬曆年間，海內殷富，家給人足。天啟，崇禎之世，因兵增餉，加派繁興，貪吏綠以為奸，民不堪命，國祚隨之，良足深鑒。”
- 崔瑞德，《剑桥中国明代史》：万历皇帝聪明而敏锐；他自称早慧似乎是有根据的。他博览群书；甚至在他最后的日子裡，在他已深居宫廷几十年，并已完全和他的官吏们疏远了时，按照他时代的标准，他仍然博闻广识。

### 負面
- 《明史·神宗本紀》：“贊曰：神宗沖齡踐阼，江陵秉政，綜核名實，國勢幾於富強。繼乃因循牽制，晏處深宮，綱紀廢弛，君臣否隔。於是小人好權趨利者馳騖追逐，與名節之士為仇讎，門戶紛然角立。馴至悊、愍，邪黨滋蔓。在廷正類無深識遠慮以折其機牙，而不勝忿激，交相攻訐。以致人主蓄疑，賢奸雜用，潰敗決裂，不可振救。故論者謂明之亡，實亡於神宗，豈不諒歟。”“神皇乘運，豫大豐亨，征徭既繁，百工叢脞，揆厥亂源，所自來爾。”

- 趙翼《廿二史劄記·萬曆中礦稅之害》：“論者謂明之亡，不亡於崇禎而亡於萬曆。”

- 谷應泰《明史紀事本末·第六十五卷礦稅之弊》：“神宗奕葉昇平，邊圉封貢，海內乂安，家給人足……逮至萬曆二十四年，張位主謀，仲春建策，而礦稅始起……當斯時也，瓦解土崩，民流政散，其不亡者幸耳。”

- 清高宗在《明長陵神功聖德碑》則道：“明之亡非亡於流寇，而亡於神宗之荒唐，及天啟時閹宦之專橫，大臣志在祿位金錢，百官專務鑽營阿諛。及思宗即位，逆閹雖誅，而天下之勢，已如河決不可復塞，魚爛不可復收矣。而又苛察太甚，人懷自免之心。小民疾苦而無告，故相聚為盜，闖賊乘之，而明社遂屋。嗚呼！有天下者，可不知所戒懼哉？”

- 宋浚吉: “不怨暗君，天啓皇帝不可怨之君，而萬曆皇帝以初年英豪之主，臨御四十年，未嘗引接臣僚，此可爲戒者也。”

- 黃仁宇在《萬曆十五年》一書將萬曆皇帝的荒怠，聯繫到萬曆皇帝與文官群體在“立儲之爭”觀念上的對抗。怠政則是萬曆皇帝對文官集團的報復。黃仁宇說：「他身上的巨大變化發生在什麼時候，沒有人可以做出確切的答復。但是追溯皇位繼承問題的發生，以及一連串使皇帝感到大為不快的問題的出現，那麼1587年丁亥，即萬曆十五年，可以作為一條界線。這一年表面上並無重大的動蕩，但是對本朝的歷史卻有它特別重要之處。」在《萬曆十五年》文末總結，「1587年，是為萬曆15年，歲次丁亥，表面上似乎是四海昇平，無事可記，實際上我們的大明帝國卻已經走到了它發展的盡頭。在這個時候，皇帝的勵精圖治或者晏安耽樂，首輔的獨裁或者調和，高級將領的富於創造或者習於苟安，文官的廉潔奉公或者貪污舞弊，思想家的極端進步或者絕對保守，最後的結果，都是無分善惡，統統不能在事實上取得有意義的發展。因此我們的故事只好在這裡作悲劇性的結束。萬曆丁亥年的年鑑，是為歷史上一部失敗的總記錄。」

### 其他
- 在黄仁宇等的著作中也表达出中国明代中后期，皇帝只是一个牌位，而事实上万历的个人行为对基层的国家的习惯轨迹并无大的影响。

## 軼事

### 賢臣為寶，珠玉何益
萬曆元年十月八日，是日講的日子，朱翊鈞在文華殿聽張居正進講《帝鑑圖說》。當張居正講到宋仁宗不喜珠飾，值得效法時，朱翊鈞立即表示同感：“賢臣才是寶，珠玉又有何益！”張居正接著說：“聖明的君主貴五穀而賤珠玉，五穀可以養人，而金玉飢不可食，寒不可衣，《書經》稱不作無益害有益，不貴異物賤用物，道理也就在這裡。”“是啊！宮裡的人喜歡裝飾，我在年賜時每每節省，宮人們都有意見，我說國庫的積蓄又有多少呢？”朱翊鈞又回答說。張居正便誇獎道：“皇上能這樣說，真是社稷生靈的福氣啊！”當時朱翊鈞才不過十歲。

### 少年老成
萬曆二年，朝鮮使臣許篈、趙憲前來朝貢。許篈在其前往中國記錄見聞的《朝天記》對年幼的萬曆天子的形象進行了描寫，記載其「聲甚清朗」「天威甚邇，龍顏壯大，語聲鏗然，不勝歡欣之極」同行的另一位使臣趙憲則更生動地記錄地在《朝天日記》道：「上年僅十二歲，而注視別人時十分老成，端坐在龍椅上也不曾搖動，並不會叫太監內臣傳達他的旨意，反而是親自對臣工下聖諭，而聲音玉質淵秀，金聲清暢。一聽到年幼天子的聲音，就感動起來，對以後天下太平萬歲的希望，也更加愈切了。」，而趙憲甚至把年幼的萬曆天子與其父明穆宗作比較，卻指出其父上朝時精神不集中、時常東張西望，而且聲音微弱，需要宦官再去大聲宣旨，儀態形像不佳。

### 喜好讀書
自從張居正去世以後，萬曆終於能擺脫出翰林學士的羈絆；而自從他成為父親以來，李太后也不再管他的生活。但是，皇帝自幼聰惠，在這個時候確實已經成年了，他已經不再有興趣和小宦官去打鬧，而是變成了一個喜歡讀書的人。他命令大學士把本朝諸祖宗的“實錄”抄出副本供他閱讀，又命令宦官在北京城內收買新出版的各種書籍，包括詩歌、論議、醫藥、劇本、小說等各個方面。

### 罷治水田
萬曆十四年三月，一次君臣召對中，因京師陰霾蔽空，皇帝決定減免一些稅賦，並認為或許最近開水田太過擾民，而致上天警示，應當停止，閣臣申時行委婉地說道：「京東地方，田地荒蕪，廢棄可惜，相應開墾。」皇帝復說道：「南方地下，北方地高。南地濕潤，北地鹼燥。且如去歲天旱，井泉都乾竭了。這水田怎能做得？」於是申時行頓時認為聖裁允當，拜首執行。

### 御史拿人
明朝遺民李長祥在“天問閣集”的“劉宮人傳”中也對萬曆皇帝有過高度評價，甚至認為萬曆皇帝比起東漢光武帝，唐太宗來，品德更在其上。
明末流離出宮的一個老宮女劉氏曾在萬曆年間任職。他與李長祥講述當年的事情「一天內官（太監）持朱筆寫的傳票給萬曆皇帝看，皇帝看完不說話，太監說：「連皇帝內侍的左右內官都容不下，還敢來捉拿。」皇帝沉默了一回，便回答說：「用朱票捉拿人是巡城御史的職責，怎麼能奪他權柄，阻礙他執法，況且你們一定是幹了些什麼壞事。這事朕不管，人就隨他捉拿吧。」這時候皇帝還不知道當時發生了什麼事。
後來李長祥覽神宗遺事，原來是當年有一人告內官於御史，御史不知道他已經進宮了，即出朱票拿人。手持朱票去捉人的也不是有經驗的人，直接走到午門去索問。一眾內官馬上就大怒並把票奪走，走到皇帝面前奏上此事，皇帝說的話就跟老宮女劉氏一模一樣，居然兩事能互相對證。
李長祥也不禁大加讚許：「嗚呼聖人哉，聖人哉……考當日所為，亦飾語耳，若神宗乃真有其實，雖唐虞三代之令主，何以加此。其能使海內家給人足，道不拾遺，夜不閉戶者四十八年，有以哉！」

### 怠政之謎
明神宗屍骨被發掘後，發現其駝背後左脚长右脚短，但學者認為神宗生前並不適用。一說神宗生前從未走出過紫禁城，也不符史實，《明神宗實錄》均載，祭先皇陵、祭天、祈雨、祭孔、祭先農等重大儀式均由皇帝主持，且亦有參與騎馬、步行，均不見有載其殘頹之說，屍體上發現的殘缺應該是年老時造成的，而非先天疾病，且三十年不上朝的神宗，其實都有在內廷批奏摺、發令等，並非完全不事朝政。《五雜俎》卷九、《万历野获编》卷第二十四均載明神宗一晚梦虎噬足，第二日覺得腳痛，便令人將西苑虎城幾隻老虎餓死，其中一虎甚大，長丈許，餓至二十四日方死，呼聲動地。從此明神宗不再養虎。

### 中英交流
英國女王伊丽莎白一世在万历二十四年（1596年）给当时中国在位的神宗皇帝写了一封亲笔信，希望英中两国开展贸易往来以及在其他领域交流的愿望。同时还派使者约翰·纽伯莱出使明朝，将这封亲笔信递交给神宗。然而使者在途中遇难，伊丽莎白一世感到相當無奈，表示這件不幸的事情是她的终身遗憾。但是这封亲笔信却没有丢失，后来被大英博物馆收藏。
1986年，中華人民共和國主席李先念邀請英國女王伊莉莎白二世訪華，伊莉莎白二世決定將那封時隔390年的信作為贈禮送給中國國家主席李先念，伊莉莎白二世女王深情地說：“390年前那封信未能到達你們這個偉大而美麗的國度，今天終於由我本人平安地送到了，我為此感到由衷地自豪。”
伊丽莎白一世写给明朝萬曆帝的亲笔信内容如下：
|  | 呈上此信之吾国忠实臣民约翰·纽伯莱，得吾人之允许而前往贵国各地旅行。彼之能作此难事，在于完全相信陛下之宽宏与仁慈，认为在经历若干危险后，必能获得陛下之宽大接待，何况此行于贵国无任何损害，且有利于贵国人民。彼既于此无任何怀疑，乃更乐于准备此一于吾人有益之旅行。吾人认为：我西方诸国君王从相互贸易中所获得之利益，陛下及所有臣属陛下之人均可获得。此利益在于输出吾人富有之物及输入吾人所需之物。吾人以为：我等天生为相互需要者，吾人必需互相帮助，吾人希望陛下能同意此点，而我臣民亦不能不作此类之尝试。如陛下能促成此事，且给予安全通行之权，并给予吾人在于贵国臣民贸易中所极需之其他特权，则陛下实行至尊贵仁慈国君之能事，而吾人将永不能忘陛下之功业。吾人极愿吾人之请求为陛下之洪恩所允许，而当陛下之仁慈及于吾人及吾邻居时，吾人将力图报答陛下也。愿上天保佑陛下。耶稣诞生后1583年，我王在位第25年，授于格林威治宫。 |

### 中俄交流
万历年间，俄罗斯沙皇国特使伊萬·佩特林曾穿越蒙古草原到访中国，并获万历皇帝授予敕書，回国後直到1676年才翻译此“国书”到俄文，此时明朝早已灭亡。而「国书」因语句不通，长期被质疑此访的真伪，直到现代才得到研究人员的证实。

## 家庭成員
| \| \| \| \| \| \| \| \| \| \| \| \| \| \| \| \| \| \| \| \| 高祖父：宪宗纯皇帝朱见深 \| \| \| \| \| \| \| \| \| \| \| \| \| \| \| \| \| \| \| \| \| \| \| \| \| \| \| \| \| \| \| \| \| \| \| \| \| \| \| \| \| \| \| \| \| \| \| \| \| \| \| \| \| \| 曾祖父：（追尊）睿宗献皇帝朱祐杬 \| \| \| \| \| \| \| \| \| \| \| \| \| \| \| \| \| \| \| \| \| \| \| \| \| \| \| \| \| \| \| \| \| \| \| \| \| \| \| \| \| \| \| \| \| \| \| \| \| \| \| \| \| \| 高祖母：（追尊）孝惠皇后邵氏 \| \| \| \| \| \| \| \| \| \| \| \| \| \| \| \| \| \| \| \| \| \| \| \| \| \| \| \| \| \| \| \| \| \| \| \| \| \| \| \| \| \| \| \| \| \| \| \| \| \| \| \| \| \| 祖父：世宗肃皇帝朱厚熜 \| \| \| \| \| \| \| \| \| \| \| \| \| \| \| \| \| \| \| \| \| \| \| \| \| \| \| \| \| \| \| \| \| \| \| \| \| \| \| \| \| \| \| \| \| \| \| \| \| \| \| \| \| \| 外高祖父：（追封）玉田伯蔣斅 \| \| \| \| \| \| \| \| \| \| \| \| \| \| \| \| \| \| \| \| \| \| \| \| \| \| \| \| \| \| \| \| \| \| \| \| \| \| \| \| \| \| \| \| \| \| \| \| \| \| \| \| \| \| 曾祖母：（追尊）慈孝献皇后蒋氏 \| \| \| \| \| \| \| \| \| \| \| \| \| \| \| \| \| \| \| \| \| \| \| \| \| \| \| \| \| \| \| \| \| \| \| \| \| \| \| \| \| \| \| \| \| \| \| \| \| \| \| \| \| \| 外高祖母：玉田伯夫人 \| \| \| \| \| \| \| \| \| \| \| \| \| \| \| \| \| \| \| \| \| \| \| \| \| \| \| \| \| \| \| \| \| \| \| \| \| \| \| \| \| \| \| \| \| \| \| \| \| \| \| \| \| \| 父：穆宗莊皇帝朱载坖 \| \| \| \| \| \| \| \| \| \| \| \| \| \| \| \| \| \| \| \| \| \| \| \| \| \| \| \| \| \| \| \| \| \| \| \| \| \| \| \| \| \| \| \| \| \| \| \| \| \| \| \| \| \| 外曾祖父：（追封）庆都伯杜林 \| \| \| \| \| \| \| \| \| \| \| \| \| \| \| \| \| \| \| \| \| \| \| \| \| \| \| \| \| \| \| \| \| \| \| \| \| \| \| \| \| \| \| \| \| \| \| \| \| \| \| \| \| \| 祖母：（追尊）孝恪皇后杜氏 \| \| \| \| \| \| \| \| \| \| \| \| \| \| \| \| \| \| \| \| \| \| \| \| \| \| \| \| \| \| \| \| \| \| \| \| \| \| \| \| \| \| \| \| \| \| \| \| \| \| \| \| \| \| 外曾祖母：（追封）庆都伯夫人 \| \| \| \| \| \| \| \| \| \| \| \| \| \| \| \| \| \| \| \| \| \| \| \| \| \| \| \| \| \| \| \| \| \| \| \| \| \| \| \| \| \| \| \| \| \| \| \| \| \| \| \| \| \| 神宗显皇帝朱翊钧 \| \| \| \| \| \| \| \| \| \| \| \| \| \| \| \| \| \| \| \| \| \| \| \| \| \| \| \| \| \| \| \| \| \| \| \| \| \| \| \| \| \| \| \| \| \| \| \| \| \| \| \| \| \| 外高祖父：（追赠）武清侯李纲 \| \| \| \| \| \| \| \| \| \| \| \| \| \| \| \| \| \| \| \| \| \| \| \| \| \| \| \| \| \| \| \| \| \| \| \| \| \| \| \| \| \| \| \| \| \| \| \| \| \| \| \| \| \| 外曾祖父：（追赠）武清侯李玉 \| \| \| \| \| \| \| \| \| \| \| \| \| \| \| \| \| \| \| \| \| \| \| \| \| \| \| \| \| \| \| \| \| \| \| \| \| \| \| \| \| \| \| \| \| \| \| \| \| \| \| \| \| \| 外祖父：武清伯李伟 \| \| \| \| \| \| \| \| \| \| \| \| \| \| \| \| \| \| \| \| \| \| \| \| \| \| \| \| \| \| \| \| \| \| \| \| \| \| \| \| \| \| \| \| \| \| \| \| \| \| \| \| \| \| 母：（追尊）孝定皇后李氏 \| \| \| \| \| \| \| \| \| \| \| \| \| \| \| \| \| \| \| \| \| \| \| \| \| \| \| \| \| \| \| \| \| \| \| \| \| \| \| \| \| \| \| \| \| \| \| \| \| \| \| \| \| \| 外祖母：武清伯夫人王氏 \| \| \| \| \| \| \| \| \| \| \| \| \| \| \| \| \| \| \| \| \| \| \| \| \| \| \| \| \| \| \| \| \| \| \| \| \| \| \| \| \| \| \| \| \| \| \| \| \| \| \| \| |                                  |  |  |  |  |  |  |  |  |  |  |  |  |  |  |  |
| |                                  |  |  |  |  |  |  |  |  |  |  |  |  |  |  |  |
| | 高祖父：宪宗纯皇帝朱见深         |  |  |  |  |  |  |  |  |  |  |  |  |  |  |  |
| |                                  |  |  |  |  |  |  |  |  |  |  |  |  |  |  |  |
| |                                  |  |  |  |  |  |  |  |  |  |  |  |  |  |  |  |
| | 曾祖父：（追尊）睿宗献皇帝朱祐杬 |  |  |  |  |  |  |  |  |  |  |  |  |  |  |  |
| |                                  |  |  |  |  |  |  |  |  |  |  |  |  |  |  |  |
| |                                  |  |  |  |  |  |  |  |  |  |  |  |  |  |  |  |
| | 高祖母：（追尊）孝惠皇后邵氏     |  |  |  |  |  |  |  |  |  |  |  |  |  |  |  |
| |                                  |  |  |  |  |  |  |  |  |  |  |  |  |  |  |  |
| |                                  |  |  |  |  |  |  |  |  |  |  |  |  |  |  |  |
| | 祖父：世宗肃皇帝朱厚熜           |  |  |  |  |  |  |  |  |  |  |  |  |  |  |  |
| |                                  |  |  |  |  |  |  |  |  |  |  |  |  |  |  |  |
| |                                  |  |  |  |  |  |  |  |  |  |  |  |  |  |  |  |
| | 外高祖父：（追封）玉田伯蔣斅     |  |  |  |  |  |  |  |  |  |  |  |  |  |  |  |
| |                                  |  |  |  |  |  |  |  |  |  |  |  |  |  |  |  |
| |                                  |  |  |  |  |  |  |  |  |  |  |  |  |  |  |  |
| | 曾祖母：（追尊）慈孝献皇后蒋氏   |  |  |  |  |  |  |  |  |  |  |  |  |  |  |  |
| |                                  |  |  |  |  |  |  |  |  |  |  |  |  |  |  |  |
| |                                  |  |  |  |  |  |  |  |  |  |  |  |  |  |  |  |
| | 外高祖母：玉田伯夫人             |  |  |  |  |  |  |  |  |  |  |  |  |  |  |  |
| |                                  |  |  |  |  |  |  |  |  |  |  |  |  |  |  |  |
| |                                  |  |  |  |  |  |  |  |  |  |  |  |  |  |  |  |
| | 父：穆宗莊皇帝朱载坖             |  |  |  |  |  |  |  |  |  |  |  |  |  |  |  |
| |                                  |  |  |  |  |  |  |  |  |  |  |  |  |  |  |  |
| |                                  |  |  |  |  |  |  |  |  |  |  |  |  |  |  |  |
| | 外曾祖父：（追封）庆都伯杜林     |  |  |  |  |  |  |  |  |  |  |  |  |  |  |  |
| |                                  |  |  |  |  |  |  |  |  |  |  |  |  |  |  |  |
| |                                  |  |  |  |  |  |  |  |  |  |  |  |  |  |  |  |
| | 祖母：（追尊）孝恪皇后杜氏       |  |  |  |  |  |  |  |  |  |  |  |  |  |  |  |
| |                                  |  |  |  |  |  |  |  |  |  |  |  |  |  |  |  |
| |                                  |  |  |  |  |  |  |  |  |  |  |  |  |  |  |  |
| | 外曾祖母：（追封）庆都伯夫人     |  |  |  |  |  |  |  |  |  |  |  |  |  |  |  |
| |                                  |  |  |  |  |  |  |  |  |  |  |  |  |  |  |  |
| |                                  |  |  |  |  |  |  |  |  |  |  |  |  |  |  |  |
| | 神宗显皇帝朱翊钧                 |  |  |  |  |  |  |  |  |  |  |  |  |  |  |  |
| |                                  |  |  |  |  |  |  |  |  |  |  |  |  |  |  |  |
| |                                  |  |  |  |  |  |  |  |  |  |  |  |  |  |  |  |
| | 外高祖父：（追赠）武清侯李纲     |  |  |  |  |  |  |  |  |  |  |  |  |  |  |  |
| |                                  |  |  |  |  |  |  |  |  |  |  |  |  |  |  |  |
| |                                  |  |  |  |  |  |  |  |  |  |  |  |  |  |  |  |
| | 外曾祖父：（追赠）武清侯李玉     |  |  |  |  |  |  |  |  |  |  |  |  |  |  |  |
| |                                  |  |  |  |  |  |  |  |  |  |  |  |  |  |  |  |
| |                                  |  |  |  |  |  |  |  |  |  |  |  |  |  |  |  |
| | 外祖父：武清伯李伟               |  |  |  |  |  |  |  |  |  |  |  |  |  |  |  |
| |                                  |  |  |  |  |  |  |  |  |  |  |  |  |  |  |  |
| |                                  |  |  |  |  |  |  |  |  |  |  |  |  |  |  |  |
| | 母：（追尊）孝定皇后李氏         |  |  |  |  |  |  |  |  |  |  |  |  |  |  |  |
| |                                  |  |  |  |  |  |  |  |  |  |  |  |  |  |  |  |
| |                                  |  |  |  |  |  |  |  |  |  |  |  |  |  |  |  |
| | 外祖母：武清伯夫人王氏           |  |  |  |  |  |  |  |  |  |  |  |  |  |  |  |
| |                                  |  |  |  |  |  |  |  |  |  |  |  |  |  |  |  |
| |                                  |  |  |  |  |  |  |  |  |  |  |  |  |  |  |  |

### 妻妾

#### 皇后
1. 孝端显皇后王氏，皇后，谥曰孝端贞恪莊惠仁明媲天毓圣显皇后，合葬定陵，主祔庙。
2. 孝靖皇后王氏，光宗朱常洛生母，初封恭妃，后进皇贵妃，崩，谥温肃端靖纯懿皇贵妃，葬天寿山。明熹宗谥曰孝靖温懿敬让贞慈参天胤圣皇太后，迁葬定陵，祀奉慈殿。

#### 妃嬪
1. 贵妃郑氏，九嬪之一。封贵妃，后进皇贵妃。薨，谥恭恪惠荣和靖皇贵妃，葬银泉山。南明弘光帝谥曰孝寧溫穆莊惠慈懿憲天裕聖太皇太后。
2. 敬妃李氏，原为宫人，初封敬妃，后进皇贵妃。薨，谥恭順荣莊端靜皇贵妃，葬银泉山[84]。南明永历帝谥曰孝敬恭順榮莊瑞靖敬天光聖太皇太后。
3. 端妃周氏，九嬪之一。
4. 端靖榮妃王氏[85]，九嬪之一。
5. 德嬪李氏，九嬪之一。崇祯二年薨。
6. 榮嬪李氏[84]，九嬪之一。天启六年薨。
7. 慎嬪魏氏，九嬪之一。死于万历三十四年。
8. 敬嬪邵氏，九嬪之一。万历三十四年薨。
9. 順嬪张氏，九嬪之一。万历十六年(1588年)十二月，礼部题顺嫔张氏薨逝。
10. 和嬪梁氏，九嬪之一。崇祯十六年薨。
11. 宣懿昭妃刘氏[85]，思宗尊为太妃。
12. 宜妃楊氏[85]
13. 清惠順妃李氏[85]：（?－1623年），万历三十二年（1604年）八月册封順妃。生有皇幼子朱常溥和皇幼女天台公主朱轩媺（皆早夭，次序不详）。[86]天启三年薨逝，谥号清惠，袝葬银钱山恭顺荣莊端靖皇贵妃旁。
14. 莊靖德妃許氏，原为宫人。[84]
15. 溫靜順妃常氏[84]南山公常江的女儿。
16. 僖妃王氏[85]
17. 悼嬪耿氏。万历十七年六月悼嫔耿氏薨。
18. 侍御胡氏，未获正式册封
19. 貴人郭氏[87]

### 兄弟
1. 宪怀太子朱翊鉽
2. 靖悼王朱翊铃
3. 潞简王朱翊镠

### 子女

#### 子
1. 光宗朱常洛（1582－1620，38岁），母孝靖皇太后王氏，继皇帝位一月后死去。
2. 邠哀王朱常溆（1585年），甫生即死，母恭恪皇贵妃郑氏[88]。
3. 福王朱常洵（1586－1641，55岁），母恭恪皇贵妃郑氏，被李自成所杀，追尊明恭宗。
  1. 長子朱由崧，南明弘光帝，庙号安宗。
4. 沅怀王朱常治（1587－1588），母恭恪皇贵妃郑氏，一歲殤。
5. 瑞王朱常浩（1590－1644，54岁），母端妃周氏，被张献忠所杀。
6. 惠王朱常潤（1594－1645，51岁），母敬妃李氏，南明时被清廷所杀。
7. 桂端王朱常瀛（1597－1645，48岁），母敬妃李氏。追尊明礼宗。
  1. 四子朱由榔，南明永曆帝，庙号昭宗。
8. 永思王朱常溥（1604－1606），母顺妃李氏，两岁殤。

#### 女
1. 榮昌公主朱軒媖[89]（1582－1647），母孝端顯皇后，万历二十四年下嫁杨春元，在清朝顺治年间去世。四十四年，春元卒。久之，主薨。
2. 雲和公主朱軒姝[89]（1584－1590），母貴妃鄭氏，六岁早薨，追册。
3. 静樂公主朱軒媯[89]（1584－1585），母荣妃王氏，薨于万历十三年闰九月戊午。
4. 雲夢公主朱軒嫄[89]（1584－1587），母孝靖太后，明光宗同母妹。三岁早薨，追册。
5. 仙居公主朱軒姞[89]（1584－1585），母德嫔李氏，万历十二年七月二十日生，同年十二月三十日薨逝。
6. 靈丘公主朱軒姚[89]（1588－1589），母貴妃鄭氏，于万历十六年八月甲午生，万历十七年五月庚申薨。
7. 壽寧公主朱軒媁[89]（1592－1634），母貴妃鄭氏，二十七年下嫁冉興讓。
8. 泰順公主朱軒姬[89]（？－1593），母德嫔李氏，夭折，追册。
9. 香山公主朱軒嬁[89]（1598－1599），母德嫔李氏，在万历二十七年正月庚戌赐名，六月庚寅即薨。
10. 天台公主朱軒媺[89]（1605－1606），母顺妃李氏，夭折，追册。

## 影視作品
| 影視作品                                              | 飾演萬曆的演員 |
| 1986年中国大陆电视连续剧《海瑞传奇》                  | 王安乐         |
| 1986年中国大陆电视连续剧《努尔哈赤》                  | 孔志軍         |
| 2004年香港无线电视翡翠台古装武侠剧集《血荐轩辕》      | 林泳东         |
| 2004年韩国电视剧《不滅的李舜臣》                      | 张太成         |
| 2006年中国大陆电视连续剧《大明王朝1566》              | 穆泓屹         |
| 2006年中国大陆电视连续剧《了凡的故事》                | 严堒           |
| 2006年中国大陆电视连续剧《皇上二大爷》                | 周野芒         |
| 2007年中国大陆电视剧《明宫谜案》                      | 张晨光         |
| 2008年中国大陆电视剧《大话江湖》                      | 海波           |
| 2000年中国大陆电视连续剧《侠女闯天关》                | 王志华         |
| 2010年中国大陆电视剧《万历首辅张居正》                | 梅年佳         |
| 2010年中国大陆电视剧《大明嫔妃》                      | 赵家林         |
| 2012年中国大陆电视剧《热血忠魂之独行侍卫》            | 陈思成         |
| 2002年中国大陆电视剧《英雄》                          | 孙少博         |
| 2015年韩国电视剧《惩毖录》                            | 张泰成         |
| 2018年中国大陆电视剧《一本好書》第2期：《万历十五年》 | 王劲松         |

## 延伸阅读
[在维基数据编辑]
 在维基文库阅读此作者作品（ 在维基共享资源阅览影像）
 《明史卷二十》，出自《明史》
 《明史卷二十一》，出自《明史》
 《明史卷八》，出自《明史》